# Liste des édifices labellisés « Architecture contemporaine remarquable » des Hauts-de-Seine
Cet article recense les édifices labellisés « Architecture contemporaine remarquable » des Hauts-de-Seine, en France.
Le label « Architecture contemporaine remarquable » remplace depuis 2016 l'ancien label « Patrimoine du XXe siècle ». Il ne prend en compte que des édifices de moins de 100 ans à la date de labellisation, et qui ne sont pas protégés comme monuments historiques.
Au début 2024, les Hauts-de-Seine comptent 35 édifices ainsi labellisés.

## Liste
| Monument                                                                         | Commune              | Adresse                                 | Coordonnées                      | Notice     | Date | Illustration                                |
| -------------------------------------------------------------------------------- | -------------------- | --------------------------------------- | -------------------------------- | ---------- | ---- | ------------------------------------------- |
| Chapelle de l'institution Sainte-Marie                                           | Antony               | 2 rue de l'Abbaye                       | 48° 45′ 14″ nord, 2° 17′ 59″ est | ACR0000663 | 2011 | Chapelle de l'institution Sainte-Marie      |
| Chapelle Sainte-Croix d'Antony (Ancienne chapelle de la résidence universitaire) | Antony               | 134 avenue Léon-Blum                    | 48° 45′ 42″ nord, 2° 18′ 11″ est | ACR0000664 | 2011 | Image manquante Téléverser                  |
| Église Saint-Jean-Porte-Latine                                                   | Antony               | 1 square de l'Atlantique                | 48° 44′ 20″ nord, 2° 17′ 26″ est | ACR0000665 | 2011 | Église Saint-Jean-Porte-Latine              |
| Église Sainte-Thérèse-de-l'Enfant-Jésus                                          | Boulogne-Billancourt | 62 rue de l' Ancienne-Mairie            | 48° 50′ 15″ nord, 2° 14′ 04″ est | ACR0000666 | 2011 | Église Sainte-Thérèse-de-l'Enfant-Jésus     |
| Résidence Salmson Le Point du Jour                                               | Boulogne-Billancourt | Rue du Point-du-Jour                    | 48° 49′ 41″ nord, 2° 14′ 55″ est | ACR0000667 | 2008 | Résidence Salmson Le Point du Jour          |
| Église de la Pentecôte de Port-Galand                                            | Bourg-la-Reine       | 2 rue de la Sarrazine                   | 48° 47′ 21″ nord, 2° 18′ 49″ est | ACR0000668 | 2011 | Église de la Pentecôte de Port-Galand       |
| Chapelle du collège du Sacré-Cœur Sophie Barat                                   | Châtenay-Malabry     | 50 rue des Grillons                     | 48° 45′ 29″ nord, 2° 16′ 13″ est | ACR0000669 | 2011 | Image manquante Téléverser                  |
| Cité-jardin de la Butte-Rouge                                                    | Châtenay-Malabry     | Avenue de la Division-Leclerc           | 48° 45′ 57″ nord, 2° 15′ 39″ est | ACR0000670 | 2008 | Image manquante Téléverser                  |
| Hôpital Beaujon                                                                  | Clichy               | 100 boulevard du Général-Leclerc        | 48° 54′ 30″ nord, 2° 18′ 27″ est | ACR0001538 | 2019 | Hôpital Beaujon                             |
| Usine élévatoire de Clichy                                                       | Clichy               | Quai de Clichy Rue Fournier             | 48° 54′ 24″ nord, 2° 17′ 47″ est | ACR0000671 | 2018 | Usine élévatoire de Clichy                  |
| Chapelle Saint-Bernard                                                           | Colombes             | Avenue de l'Europe                      | 48° 55′ 36″ nord, 2° 14′ 37″ est | ACR0000672 | 2011 | Chapelle Saint-Bernard                      |
| Église luthérienne                                                               | Courbevoie           | 14 rue Killford                         | 48° 54′ 01″ nord, 2° 15′ 06″ est | ACR0000673 | 2011 | Église luthérienne                          |
| Église Notre-Dame-de-la-Pentecôte                                                | Courbevoie           | Parvis de la Défense                    | 48° 53′ 31″ nord, 2° 14′ 28″ est | ACR0000674 | 2011 | Image manquante Téléverser                  |
| Église Saint-Stanislas des Blagis                                                | Fontenay-aux-Roses   | 104 avenue Gabriel-Péri                 | 48° 47′ 09″ nord, 2° 18′ 10″ est | ACR0000675 | 2011 | Église Saint-Stanislas des Blagis           |
| Lycée Galilée                                                                    | Gennevilliers        | 79 avenue Chandon                       | 48° 55′ 15″ nord, 2° 18′ 11″ est | ACR0001843 | 2020 | Image manquante Téléverser                  |
| Lotissement MRU                                                                  | Meudon               | Route des Gardes                        | 48° 48′ 53″ nord, 2° 13′ 14″ est | ACR0000676 | 2008 | Image manquante Téléverser                  |
| Lycée Rabelais                                                                   | Meudon               | 6 rue Georges-Langrognet                | 48° 48′ 07″ nord, 2° 14′ 25″ est | ACR0001667 | 2021 | Image manquante Téléverser                  |
| Résidence du Parc                                                                | Meudon               | 60 allée de la Forêt                    | 48° 47′ 32″ nord, 2° 13′ 14″ est | ACR0000678 | 2008 | Image manquante Téléverser                  |
| Tour hertzienne                                                                  | Meudon               | Carrefour de l'Étoile-du-Pavé-de-Meudon | 48° 48′ 10″ nord, 2° 12′ 16″ est | ACR0000677 | 2018 | Tour hertzienne                             |
| Chapelle Saint-Luc                                                               | Montrouge            | 23 avenue du Fort                       | 48° 48′ 40″ nord, 2° 19′ 24″ est | ACR0000679 | 2011 | Chapelle Saint-Luc                          |
| Lycée Jean-Monnet                                                                | Montrouge            | 128 avenue Jean-Jaurès                  | 48° 48′ 48″ nord, 2° 18′ 20″ est | ACR0001614 | 2020 | Image manquante Téléverser                  |
| Résidence Buffalo                                                                | Montrouge            | 35 avenue Basch                         | 48° 48′ 45″ nord, 2° 19′ 15″ est | ACR0000680 | 2008 | Résidence Buffalo                           |
| Bibliothèque de l'université Paris-Nanterre                                      | Nanterre             | 2 allée de l'Université                 | 48° 54′ 19″ nord, 2° 12′ 57″ est | ACR0000681 | 2018 | Bibliothèque de l'université Paris-Nanterre |
| Tours Aillaud                                                                    | Nanterre             | Allée de l'Arlequin                     | 48° 53′ 21″ nord, 2° 13′ 30″ est | ACR0000682 | 2008 | Tours Aillaud                               |
| Grande Arche et parvis de la Défense                                             | Puteaux              | 1 parvis de la Défense                  | 48° 53′ 34″ nord, 2° 14′ 10″ est | ACR0000683 | 2016 | Image manquante Téléverser                  |
| Cnit                                                                             | Puteaux              | 8 place de La Défense                   | 48° 53′ 34″ nord, 2° 14′ 22″ est | ACR0000684 | 2018 | Cnit                                        |
| Chapelle du collège La Salle Passy Buzenval                                      | Rueil-Malmaison      | 50 rue Otis-Mygatt                      | 48° 51′ 30″ nord, 2° 10′ 40″ est | ACR0000685 | 2011 | Image manquante Téléverser                  |
| Église Saint-Jean-Marie-Vianney                                                  | Rueil-Malmaison      | 97 boulevard National                   | 48° 53′ 19″ nord, 2° 11′ 01″ est | ACR0000686 | 2011 | Image manquante Téléverser                  |
| Temple                                                                           | Rueil-Malmaison      | 32 rue Molière                          | 48° 52′ 40″ nord, 2° 11′ 19″ est | ACR0000687 | 2011 | Image manquante Téléverser                  |
| Église Notre-Dame-des-Airs                                                       | Saint-Cloud          | 13 avenue Alfred-Belmontet              | à géolocaliser                   | ACR0000688 | 2011 | Église Notre-Dame-des-Airs                  |
| Église Stella-Matutina                                                           | Saint-Cloud          | 68 avenue Maréchal-Foch                 | 48° 50′ 55″ nord, 2° 12′ 31″ est | ACR0000689 | 2011 | Image manquante Téléverser                  |
| Collège de Sèvres                                                                | Sèvres               | 1 parvis Charles-de-Gaulle              | 48° 49′ 27″ nord, 2° 12′ 48″ est | ACR0001615 | 2021 | Image manquante Téléverser                  |
| Chapelle de la maison de retraite Larmeroux                                      | Vanves               | 2 ter rue Aristide-Briand               | 48° 49′ 06″ nord, 2° 17′ 16″ est | ACR0000690 | 2011 | Image manquante Téléverser                  |
| Gare de Vanves - Malakoff                                                        | Vanves               | Avenue Victor-Basch place Albert-Culot  | 48° 49′ 08″ nord, 2° 17′ 38″ est | ACR0000691 | 2018 | Gare de Vanves - Malakoff                   |
| Prieuré Sainte-Bathilde                                                          | Vanves               | 7 rue d'Issy                            | 48° 49′ 21″ nord, 2° 17′ 00″ est | ACR0000692 | 2011 | Image manquante Téléverser                  |